# Nuklearna elektrana Loviisa
Nuklearna elektrana Loviisa (fin. Loviisan ydinvoimalaitos) je nuklearna elektrana u Finskoj, koja se nalazi u blizini grada Loviisa (južna Finska). U Finskoj se nalaze dvije nuklearne elektrane, a druga je Nuklearna elektrana Olkiluoto. Nuklearna elektrana Loviisa ima dva VVER reaktora (VVER-440/213) svaki snage od 488 MW, a to su tlačni reaktori PWR ruske konstrukcije. Ovi reaktori su pušteni u rad 1977., odnosno 1980. Da bi zadovoljile sigurnosne standarde u Europskoj uniji, tvrtke Westinghouse i Siemens su naknadno dogradile kontrolni sustav elektrane.
Reaktorska posuda nuklearnog reaktora Loviisa 1 je naknadno 1996. toplinski obrađena (žarenje), jer se pojavila krhkost i otkrile su se nečistoće u zavarenim spojevima između dvije polovine. Nakon naknadnih radova, vijek trajanja nuklearnog reaktora Loviisa 1 je produljen na 50 godina, sve do 2027., dok je za nuklearni reaktor Loviisa 2 vijek trajanja do 2030. Nakon prijedloga da se gradi novi nuklearni reaktor Loviisa 3, koji bi osim proizvodnje električne energije (od 800 do 1 600 MW), koristio se i za grijanje udaljenih mjesta, finska vlada ga je odbila.

## Odlagalište radioaktivnog otpada Onkalo
Odlagalište radioaktivnog otpada Onkalo je odabrano 2000. kao duboko odlagalište za potrošeno nuklearno gorivo iz finskih nuklearnih elektrana. Ono se gradi od 2003. u granitnim stijenama, nekoliko kilometara udaljenosti od Nuklearne elektrane Olkiluoto. Sama gradnja se sastoji od nekoliko koraka:
- Korak 1 (od 2004. do 2009.): iskop velikih količina zemlje i gradnja prilaznog tunela, koji spiralno vodi do dubine od 420 metara ispod zemlje;
- Korak 2 (od 2009. do 2011.): nastavak iskopa do dubine od 520 metara, te daljnje ispitivanje okolnih stijena, da bi se izabralo najpovoljnije odlagalište;
- Korak 3 (plan početka 2015.): gradnja samog odlagališta;
- Korak 4 (plan početka 2020.): punjenje odlagališta u koji bi se položilo potrošeno nuklearno gorivo iz finskih nuklearnih elektrana. Očekuje se da bi se takvo odlagalište koristilo oko 100 godina, da bi se na kraju zatvorilo i zapečatiralo.[6]

Danski redatelj Michael Madsen režirao je dugometražni dokumentarni film Sve do vječnosti u kojem su prikazani inicijalna faza iskapanja i razgovori sa stručnjacima. Redateljev poseban naglasak bile su semantičke poteškoće u smislenu obilježavanju odlagališta kao opasna mjesta za ljude u dalekoj budućnosti.